# Кондрашкин, Иван Васильевич
Иван Васильевич Кондрашкин (19 января 1911 — 18 марта 1980) — передовик советского сельского хозяйства, скотник-пастух колхоза имени Ворошилова Коломенского района Московской области, Герой Социалистического Труда (1949).

## Биография
Родился в 1911 году в селе Зарудня, ныне Коломенского района Московской области в семье русского крестьянина. С ранних лет брался за крестьянский труд. Работал пастухом, скотником. Когда стали создаваться колхозы стал трудиться в животноводстве колхоза имени Ворошилова Коломенского района Московской области. В уходе за животными отличался добросовестностью и профессионализмом.
После окончания войны колхоз имени Ворошилова очень быстро добился высоких производственных результатов по надою молока. В 1948 году благодаря его усидчивому подходу к уходу за крупным рогатым скотом от 24 коров удалось получить по 5091 килограмму молока с содержанием 193 килограммов молочного жира в среднем от каждой коровы за год.
За получение высокой продуктивности животноводства 1948 году при выполнении колхозами обязательных поставок сельскохозяйственных продуктов и плана развития животноводства по всем видам скота, Указом Президиума Верховного Совета СССР от 7 апреля 1949 года Ивану Васильевичу Кондрашкину было присвоено звание Героя Социалистического Труда с вручением ордена Ленина и золотой медали «Серп и Молот».
В дальнейшем продолжал трудовую деятельность, показывал высокие результаты в труде. До выхода на заслуженный отдых работал в совхозе "Ленинское" Коломенского района.
Умер 18 марта 1980 года.

## Награды
За трудовые успехи удостоен:
- золотая звезда «Серп и Молот» (07.04.1949),
- орден Ленина (07.04.1949),
- другие медали.